# دوان ينغينغ
دوان ينغينغ (بالصينية: 段瑩瑩) مواليد 3 يوليو 1989 في تيانجين، هي لاعبة كرة مضرب صينية بدأت مسيرتها كمحترفة سنة 2007 تلعب باليد اليمنى وتحتل حالياً المرتبة رقم. 118 (8 فبراير 2016) في تصنيف رابطة محترفات كرة المضرب. أعلى تصنيف لها في الفردي كان المركز الـ 100 في سنة 2015.

## الخط الزمني للفردي
مفتاح
| ف | ن | ن.ن | ر.ن | د# | د.م | ل | أ.أ | ت | غ | ب | ف | ذ | م.خ | ل.ت |

(ف) فاز بالبطولة (ن) وصل النهائي (ن.ن) نصف النهائي (ر.ن) ربع النهائي (د#) الأدوار الأربعة الأولى (د.م) دور المجموعات (ل) شارك في كأس ديفيز (أ.أ) خرج من الأدوار الاولى (ت) خسر التصفيات التأهيلية (غ) غاب عن الحدث أو البطولة (ب) حصل على ميدالية برونزية (ف) حصل على ميدالية فضية (ذ) حصل على ميدالية ذهبية (م.خ) بطولة الماسترز خُفضت إلى مرتبة أقل (ل.ت) البطولة لم تعقد في السنة المعينة.
لتجنب الارتباك وازدواجية الحساب، يتم تحديث هذه المعلومات إما في نهاية البطولة، أو عندما تكون مشاركة اللاعب في البطولة قد انتهت.
| دورات الجراند سلام            |     |     |     |
| بطولة أستراليا المفتوحة للتنس |     | د1  | 0–1 |
| دورة رولان غاروس الدولية      |     |     | 0–0 |
| بطولة ويمبلدون                |     |     | 0–0 |
| أمريكا المفتوحة               | د1  | د1  | 0–2 |
| فوز-خسارة                     | 0–1 | 0–2 | 0–3 |

## روابط خارجية
- دوان ينغينغ على موقع رابطة محترفات التنس (الإنجليزية)
- دوان ينغينغ على موقع الاتحاد الدولي لكرة المضرب (الإنجليزية)
- دوان ينغينغ على موقع كأس بيلي جين كينغ (الإنجليزية)
- دوان ينغينغ على موقع خلاصة التنس.كوم (الإنجليزية)
- دوان ينغينغ على موقع أوليمبيديا (الإنجليزية)
- دوان ينغينغ على موقع اللجنة الأولمبية الصينية (الإنجليزية)